# Microthoracius minor
Microthoracius minor är en insektsart som beskrevs av Werneck 1935. Microthoracius minor ingår i släktet Microthoracius och familjen Microthoraciidae. Inga underarter finns listade i Catalogue of Life.